# Melchendorf
Melchendorf, Erfurt-Melchendorf – dzielnica miasta Erfurt w Niemczech, w kraju związkowym Turyngia.